# La Ferté-Bernard

La Ferté-Bernard este o comună în departamentul Sarthe, Franța. În 2009 avea o populație de 9,278 de locuitori.